# Lac Olnie II
Le lac Olnie II est un lac d'Argentine. Il est situé au centre du département de Río Chico de la province de Santa Cruz, en Patagonie.

## Géographie
Le lac, situé dans le piémont andin, s'étend du nord au sud sur une longueur de 5 kilomètres et à une altitude de 962 mètres. Il couvre une superficie de plus ou moins 5 km2. 

Le lac est situé à moins de 40 kilomètres à l'est du lac Belgrano, donc du parc national Perito Moreno. Il se trouve juste au pied (piémont oriental) du  Cerro Belgrano, et moins de 10 km au nord-nord-ouest du lac Asador.

## Alimentation
Son principal tributaire est le Lac Olnie I situé moins de 2 kilomètres au sud. Les deux lacs sont alimentés principalement par la fonte des neiges et les précipitations du versant oriental du cerro Belgrano (haut de 1 961 mètres).

## Un système endoréique à plusieurs plans d'eau
Le lac est au centre d'un système endoréique, comprenant plusieurs éléments :
- une zone d'écoulement (le cerro Belgrano).
- un ou plusieurs plans d'eau reliés en chaîne par un émissaire commun.
- une lagune de décharge recueillant les eaux excédentaires lors des crues.

L'émissaire du lac Olnie II est le río Olnie ou río Olín, qui prend naissance au niveau de sa rive orientale. Il évacue le trop-plein d'eau du lac Olnie II en direction du nord-est où il alimente la lagune de los Cisnes, puis ayant traversé celle-ci, il continue sa course de manière intermittente vers une lagune salée, généralement à sec, la lagune Olín. Ce système permet une vidange régulière des eaux du lac Olnie comme de la lagune de los Cisnes, et d'éviter ainsi que des sels ne s'y accumulent. Les sels sont en effet systématiquement chassés vers le dernier des plans d'eau.
Notons que ce système naturel, qui permet d'assurer de l'eau potable pour les hommes et leurs troupeaux dans des régions désertiques, est assez fréquent dans les zones sèches du piémont andin d'Argentine. On le retrouve notamment dans les bassins du río Curacó, des lacs Musters-Colhué Huapi, du lac Blanco du Chubut, ou encore de la lagune Cari Laufquen Chica ou du lac Asador voisin.